# Деметрій III Філопатор Евкер
Деметрій III Філопатор Евкер (? —після 88 до н. е.) — цар Сирії у 95 до н. е.—88 до н. е..

## Життєпис
Походив з династії Селевкідів. Син Антіоха VIII, царя Сирії, та Клеопатри Трифени.
Після загибелі батька у 96 до н. е. допомагав братові Селевку VI боротися проти Антіоха IX. У 95 до н. е., після загибелі брата, оголосив себе царем у Дамаску (при підтримці Птолемея X) й продовжив війну проти Антіоха X.
У 93 до н. е. втрутився у міжусобну боротьбу в Юдейському царстві, проте невдало.
У 92 до н. е., після того як його брат Філіпп I захопив Антіохію, розпочав війну й проти нього. 
У 88 до н. е. вимушений був боротися проти парфян, які прийшли на допомогу Філіппу I. У цій боротьбі Деметрій III потрапив у полон, останні роки провів у Парфії. Дата смерті не відома.